# Maurus Schellhorn
Maurus Schellhorn OSB (* 20. September 1888 in Innsbruck; † 29. Dezember 1973 in Salzburg) war ein österreichischer Benediktinermönch, Priester und Professor der Kirchengeschichte. Er gehörte zur Erzabtei St. Peter in Salzburg.

## Schule, Studium und wissenschaftliche Laufbahn
Maurus Schellhorn wurde als unehelicher Sohn der aus Stumm im Zillertal stammenden Hausiererin Maria Schellhorn geboren und auf den Namen Johann getauft. Er verbrachte seine ersten Lebensjahre im Zillertal. Von 1902 bis 1908 ging er im Josefinum in Volders zur Schule. Er besuchte dort die Oblatenschule für besonders begabte Schüler und schloss schließlich 1910 seine Schullaufbahn im Gymnasium in Hall mit der Matura ab. Im Sommer desselben Jahres trat er als Novize in die Erzabtei St. Peter ein und erhielt den Namen Maurus. Er studierte in Salzburg an der Katholisch-Theologischen Fakultät. Zu seinen Professoren zählte der spätere österreichische Bundeskanzler Ignaz Seipel. Am 29. Juli 1911 legte er die einfache Profess und am 15. August 1914 die ewige Profess ab. Am 24. August desselben Jahres wurde er zum Priester geweiht, die Primiz fand sechs Tage darauf statt.
1919 promovierte er unter seinem Betreuer Karl Hirsch zu den „Ehen der Israeliten mit Volksfremden, Blutsverwandten und Verschwägerten“. Unter dem neuen Abt Petrus Klotz wurde er außerdem zum Studium ans Österreichische Institut für Geschichtsforschung nach Wien gesandt, wo er 1928 mit einer schon vorher publizierten Arbeit über den Frauenkonvent von St. Peter ebenfalls promovierte.
Er kehrte in der Folge zurück nach Salzburg und wurde dort Dozent für Kirchengeschichte, 1935 erfolgte die Ernennung zum ordentlichen Professor. 1937 wurde er zum Dekan der Theologischen Fakultät gewählt und 1938 zum Geistlichen Rat ernannt. Die Fakultät wurde im September 1938 durch die nationalsozialistischen Machthaber aufgehoben und Maurus Schellhorn zwangspensioniert. An der neu gegründeten „Fürsterzbischöflichen Theologischen Diözesanlehranstalt Salzburg“ konnte er bis 1941 unterrichten, dann wurde auch diese geschlossen.
Nach der Wiedererrichtung der Katholisch-Theologischen Fakultät in Salzburg wurde er dort wieder als Ordinarius eingesetzt und 1952/53 erneut zum Dekan ernannt.

## Ämter
Ab Juli 1915 wirkte er als Kooperator in Annaberg im Lammertal und musste 1917 auch die Stelle des Gemeindesekretärs von Rußbach übernehmen. Im Oktober 1918 wurde er nach Grödig versetzt, wo er bis 1925 als Kooperator arbeitete.
Von 1934 bis 1941 war er Superior in Maria Plain und blieb auch nach der Aufhebung des Klosters St. Peter dort bis zu seinem Tod Wallfahrtspriester.
Vermutlich war er schon ab 1929 am Diözesangericht tätig und stieg 1937 zum Richter auf. 1950 wurde er außerdem zum „Vize-Offizial“ ernannt.

## Werke
- Die Ehen der Israeliten mit Volksfremden, Blutsverwandten und Verschwägerten. Salzburg: Diss. 1919, 66. Seiten. (verschollen)
- Die Petersfrauen. Geschichte des ehemaligen Frauenkonventes bei St. Peter in Salzburg (c. 1130–1583). In: Mitteilungen der Gesellschaft für Salzburger Landeskunde. Band 65 (1925), S. 113–208 (zobodat.at [PDF]).
- Zur ältesten Geschichte des Salzburger Priesterseminars. In: Festschrift zur feierlichen Einweihung und Eröffnung des Benediktiner Kollegs zu St. Peter in Salzburg. Beilage zur Salzburger Chronik Nr. 99 vom 30. April 1926, S. 13–15.
- Das Jubiläum des Benediktiner Ordens. In: Salzburger Hochschulkalender 3 (1929/1930), S. 38–42.
- Zum Geleite! In: Mitteilungen des Salzburger Institutes für religiöse Volkskunde 1 (August 1932) S. 1–2.
- Maria Plain. Rupertuswerk, Salzburg 1951.
- Der heilige Petrus und seine Nachfolger. Eine Geschichte der Päpste. Amalthea, Wien 1959 (2. Auflage 1982, hrsg. v. P. Friedrich Karl Hermann).
- Das Christentum im alten Pompeji. In: Österreichisches Klerusblatt. Jg. 91, Nr. 18 [oder 19] (30. August 1958).
- St. Peter (historische Skizze). In: Österreichische Ordensstifte (= Notring-Jahrbuch 1961), S. 103–104.
- zusammen mit Klaus Gamber: Ein Salzburger Sakramentarfragment des 10. Jahrhunderts mit zwei Rupertusmessen. In: Heiliger Dienst. Jg. 15 (1961), H. 3, S. 86–96.
- Das Sakramentar von Salzburg. In: Heiliger Dienst 13 (1962) S. 61–63.
- Salzburg – St. Peter. In: Stifte in Österreich. Linz 1962, S. 177–190.
- Erzbischof Adalwin von Salzburg und die Pannonische Mission. In: Mitteilungen der Gesellschaft für Salzburger Landeskunde. Band 104 (1964), S. 103–121 (zobodat.at [PDF]). 9. Salzburg – St. Peter. In: Theoderich Doppler: Stifte in Österreich (= Reise ABC). Trauner, Linz 1962, S. 177–190.